# Schweiz nationaldag

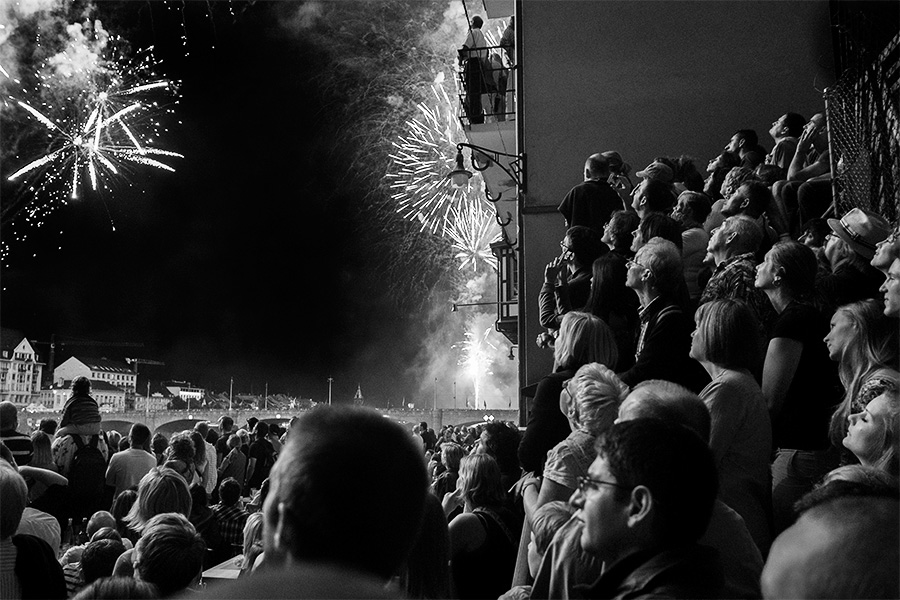
Fyrverkerier i Basel 2012.

Schweiz nationaldag  (tyska: Schweizer Bundesfeier; franska: Fête nationale Suisse; italienska: Festa nazionale svizzera; Romansh: Fiasta naziunala Svizra) är nationaldagen i Schweiz, och firas 1 augusti. Dagen är nationell helgdag sedan 1994, men förslaget har funnits sedan 1889.
Dagen firas till minne av Schweiziska edsförbundets bildande 1291. Även i USA firas dagen, då av schweiziska invandrare.